# Edviges de Holsácia
Edviges de Holsácia (1260 — 1325) foi rainha consorte da Suécia por casamento com Magno III da Suécia.

## Família
Edviges era a filha mais velha do conde Geraldo de Holsácia-Itzehoe e de sua primeira esposa, Isabel de Meclemburgo. 
Ela era uma descendente do rei Suérquero II da Suécia e de sua esposa dinamarquesa Benedita da Suécia, através da linhagem paterna. Sua tia paterna foi Matilde de Holsácia, Rainha da Dinamarca de 1250 a 1252, como esposa de Abel da Dinamarca.

## Biografia
Edviges se casou com Magno III, também conhecido como Magno Ladulås, em 11 de novembro de 1276, no Castelo de Calmar, e como presente de casamento, recebeu o feudo de Dåvö na cidade de Munctorpe, na Vestmânia. Contudo, Magno obteve uma dispensa papal para a união apenas após o casamento já ter ocorrido.
Durante a sua jornada para a Suécia, seu pai foi capturado durante a Revolta do Partido de Folkung por um nobre na cidade de Escara, e depois aprisionado em uma torre em Isemburgo, enquanto que Edviges foi obrigada a se refugiar em um convento em Escara.
Edviges foi oficialmente a primeira rainha a ser coroada na Suécia, fato que ocorreu na data de 29 de junho de 1281, em Sodercopinga. Durante a coroação, foram rezadas orações para a fertilidade da nova rainha.
Ela fundou o convento de Greyfriars em Estocolmo, assim como várias igrejas e conventos, e participou de procissões de inaugurações de bispos, celebrações de dias de festas religiosas e da missa para o Santo Érico, em 1277.
Após a morte de seu marido em 18 de dezembro de 1290, ela foi uma das executoras de seu testamento. No ano seguinte, em 1291, Edviges passou a viver em Vestmânia. Ela também recebeu e governou Fiordundralândia, como rainha viúva. Esteve presente na coroação do filho, Birger.
Como rainha e rainha viúva, não parece ter sido muito ativa politicamente, pois vivia uma vida discreta.
A rainha era descrita como nobre, leal e uma mãe pacificadora, que era atormentada pelos conflitos entre os seus filhos. Além disso, foi como uma mãe adotiva para a futura noiva de seu filho Birger da Suécia, Marta da Dinamarca, enquanto a mesma era criança na Corte da Suécia.
Edviges morreu em 1325, e foi enterrada juntamente com seu marido e a filha Riquissa na Igreja de Riddarholmen, no ilhéu de Riddarholmen, em Estocolmo.

## Filhos
- Ingeborg Magnusdottir (1277 - 15 de agosto de 1319) - Esposa de Érico VI da Dinamarca. Teve apenas um filho que morreu logo após o nascimento;
- Birger da Suécia (1280 - 31 de maio de 1321) - Sucessor de seu pai ao trono sueco. Casado com Marta da Dinamarca, com quem teve filhos;
- Érico (1282 - 16 de fevereiro de 1318) - Duque de Sudermânia. Morreu no Castelo de Nicopinga, enquanto aprisionado pelo seu irmão Birger, como resultado do Banquete de Nicopinga. Foi casado com Ingeborg Håkonsdotter, filha de Haquino V da Noruega, com que teve os filhos: Magno IV da Suécia e Eufêmia da Suécia, Duquesa de Mecklemburgo;
- Valdemar Magnusson (1284 - 1318) - Duque da Finlândia.  Morreu no Castelo de Nicopinga, enquanto aprisionado pelo seu irmão Birger, como resultado do Banquete de Nicopinga. Foi casado primeiramente com Cristina Tyrgilsdotter, e depois com Ingeborga Eriksdotter, filha de Érico II da Noruega. Com Ingeborga, foi pai de um filho, Érico Valdemarsson, nascido em 1316, e morto quando jovem;
- Riquissa Magnusdotter (1282 - 17 de dezembro de 1348) - Abadessa do Priorado de Santa Clara, em Estocolmo, a partir de 1335;